# Carl-Axel Gemzell
Carl-Axel Uno Gemzell (* 20. Oktober 1931 in Ystad; † 9. August 2006 in Lund) war ein schwedisch-dänischer Historiker und Hochschullehrer.

## Leben und Wirken
Carl-Axel Gemzell studierte Geschichte an der Universität Lund. Dort legte er 1954 seine Magisterprüfung ab, gefolgt 1963 von der Lizenziatsprüfung seiner Doktorprüfung 1965. Nach verschiedenen Auslandsaufenthalten arbeitete Gemzell kurze Zeit (1962 bis 1963) am Landesarchiv Lund. Von 1965 bis 1977 lehrte er als Dozent an der Universität Lund. Da für ihn in seiner Zeit keine Professur für Geschichte in Schweden frei war, wechselte er nach Dänemark und lehrte von 1977 bis 1981 zunächst an der neu gegründeten Universität Roskilde und von 1981 bis 2001 an der Universität Kopenhagen.
Gemzell arbeitete vor allem auf dem Gebiet der Zeitgeschichte. Seine deutschsprachigen Veröffentlichungen behandeln die deutsche Marinestrategie von 1888 bis 1940 oder die Planungen des Dritten Reichs bezüglich Skandinavien.

## Veröffentlichungen (Auswahl)
- Raeder, Hitler und Skandinavien. Der Kampf für einen maritimen Operationsplan (= Bibliotheca historica Lundensis, Bd. 16). Gleerup, Lund 1965 (= Dissertation Universität Lund).
- Organization, conflict, and innovation. A study of German naval strategic planning, 1888–1940 (= Lund studies in international history, Bd. 4). Esselte Studium, Stockholm 1973, ISBN 91-24-23377-3.
- Scandinavian history in international research. Some observations on Britain, France, West Germany and East Germany. In: Scandinavian Journal of History, Bd. 5 (1980), S. 239–256.
- Industrialization and foreign politics. Some aspects of Sweden’s econom.-polit. relations with the great. In: Scandinavian journal of history, Bd. 12 (1987), S. 71–77.
- The social function of science and the foundation of the welfare state in Britain. In: Science Studies (Helsinki), Bd. 1 (1990), S. 67–71.
- Handels- und Marinepolitik in Nordeuropa. Deutsch-skandinavische Beziehungen unter dem Druck der Moderne. In: Jürgen Elvert (Hrsg.): Kiel, die Deutschen und die See (= Sonderveröffentlichungen der Gesellschaft für Kieler Stadtgeschichte, Bd. 25). Steiner, Stuttgart 1992, ISBN 3-515-06266-1, S. 195–205.
- Die DDR, der Warschauer Pakt und Dänemark im Kalten Krieg. In: Robert Bohn (Hrsg.): Deutsch-skandinavische Beziehungen nach 1945 (= Historische Mitteilungen, Beiheft, Bd. 31). Steiner, Stuttgart 2000, ISBN 3-515-07320-5, S. 44–56.

Außerdem weitere Arbeiten in dänischer bzw. schwedischer Sprache.
Festschrift
- Carl Due-Nielsen (Hrsg.): Konflikt & samarbejde. Festskrift til Carl-Axel Gemzell. Museum Tusculanum Forlag, København 1993, ISBN 87-7289-205-6.